# Mansfield Town FC
Mansfield Town is een Engelse voetbalclub uit Mansfield.
De club werd in 1897 opgericht als Mansfield Wesleyans, de huidige naam werd in 1910 aangenomen. In het stadion Field Mill wordt al sinds 1861 gevoetbald en dit is dan ook een van de oudste stadions ter wereld. In 1931/32 werd de club toegelaten tot de Football League en startte in de Third Division South. Veel meer dan een plaats in de middenmoot zat er niet in en toen de competitie hervat werd na de Tweede Wereldoorlog werd Mansfield zelfs laatste. Door de centrale plaats van Mansfield speelde de club ook geregeld in de Division North, daar ging het al een stuk beter in 1948 met een 8ste plaats. Drie jaar later werd de club zelfs vicekampioen achter Rotherham United. In 1958 kon de club in 3de blijven nadat de Fourth Division werd opgericht en de North en South Division samensmolten tot 1 klasse. Het volgende seizoen werd wel zwaar met de beste teams uit die 2 divisies nu samen en degradatie werd net vermeden. Het was slechts uitstel van executie want in 1960. Na 3 seizoenen promoveerde Mansfield terug en werd 7de in de Third Division. Het jaar erna zelfs 3de en de Second Division was nu wel heel dichtbij. Hierna ging het weer langzaam bergaf.
In 1969 versloeg de club West Ham United in de FA Cup met 3-0. West Ham was op dat moment een Europese topclub en er speelden enkele helden mee die voor Engeland de wereldbeker hadden binnen gehaald in '66. Het bekeravontuur eindigde in de kwartfinale tegen Leicester City. In 1975 werd Mansfield kampioen en keerde terug naar de 3de klasse, twee jaar later werd ook daar de titel behaald en voor de eerste en enige keer in de geschiedenis speelde de club op niveau van de 2de klasse. Het verblijf in 2de was echter maar van korte duur, enkel Hull City eindigde lager. Na 2 seizoenen viel de club zelfs terug naar de 4de klasse en speelde daar tot 1986. Mansfield kon verscheidene seizoenen standhouden in de middenmoot en degradeerde terug in 1991, na een onmiddellijke terugkeer degradeerde Mansfield opnieuw in 1993.
Het duurde tot 2002 voordat de club terug kon keren, maar ook dit was slechts voor één seizoen. De ploeg keerde daarna terug naar de League Two, totdat ze in het seizoen 2007/2008 degradeerden naar de Conference National, ondanks de goede resultaten in de FA Cup dat jaar, waarbij de ploeg in de vierde ronde werd uitgeschakeld door Middlesbrough (0-2). Mansfield speelde in de Conference National tot het seizoen 2012/2013, waarbij het als kampioen terugkeerde naar de League Two. Na elf seizoenen op het laagste profniveau promoveerde Mansfield Town in 2024 naar de League One.

## Erelijst
- Football League Trophy

Winnaar: 1987
- Football League Fourth Division

Winnaar: 1975

## Bekende (oud-)spelers
- Liam Lawrence
- Arjan van Heusden
- Guus Uhlenbeek
- Ray Clarke
- Shane Smeltz

### Internationals
De navolgende voetballers kwamen als speler van Mansfield Town uit voor een vertegenwoordigend Europees A-elftal. Tot op heden is Luke Dimech degene met de meeste interlands achter zijn naam. Hij kwam als speler van Mansfield Town in totaal tien keer uit voor het Maltese nationale elftal.
| Naam            | Van        | Tot        | Totaal | Nationaal elftal |
| --------------- | ---------- | ---------- | ------ | ---------------- |
| Luke Dimech     | 19.08.2003 | 08.06.2005 | 10     | Malta            |
| John McClelland | 16.05.1980 | 25.03.1981 | 6      | Noord-Ierland    |